# الن هولمن
الن هولمن (انگلیسی: Ellen Hollman؛ زادهٔ ۱ آوریل ۱۹۸۳) بازیگر اهل ایالات متحده آمریکا است. در سال ۲۰۰۸، هولمن مؤسسه خیریه غیرانتفاعی «ویژوآل ایمپکت ناو» را تأسیس کرد و به کودکان مدارس محروم لس‌آنجلس معاینه چشم و عینک ارائه می‌داد. از سال ۲۰۲۵، وب‌سایت این مؤسسه خیریه دیگر در دسترس نیست.
از فیلم‌ها یا برنامه‌های تلویزیونی که وی در آن نقش داشته‌است می‌توان به رستاخیزهای ماتریکس، ان‌سی‌آی‌اس، علف، ویکتوریوس، ذهن‌های جنایتکار، اسپارتاکوس: انتقام، اسپارتاکوس: جنگ نفرین‌شدگان، اسپارتاکوس، قواعد نامزدی، یگان ۶، اسلحه مرگبار و در بدلندز اشاره کرد.